# Добрівлянська сільська рада (Дрогобицький район)
| Добрівлянська сільська рада — орган місцевого самоврядування у Дрогобицькому районі Львівської області з адміністративним центром у с. Добрівляни. Історична дата утворення: в 1939 році. Водоймища на території, підпорядкованій даній раді: річки Трудниця, Медвежанка. Сільській раді підпорядковані населені пункти: - с. Добрівляни |

## Склад ради
Рада складається з 20 депутатів та голови.

### Керівний склад ради
| ПІБ                       | Основні відомості                                                 | Дата обрання | Дата звільнення |
| ------------------------- | ----------------------------------------------------------------- | ------------ | --------------- |
| Грушка Тетяна Анатоліївна | Сільський голова, 1957 року народження, освіта, позапартійна      | 26.03.2006   | 31.10.2010      |
| Грушка Іван Григорович    | Сільський голова, 1961 року народження, освіта вища, безпартійний | 31.10.2010   |                 |

Примітка: таблиця складена за даними джерела